# Mario Domínguez
Mario Domínguez (Cidade do México, 1 de dezembro de 1975) é um automobilista mexicano.
Disputou seis temporadas da Champ Car, onde conseguiu 2 vitórias.